# جيمس فيرغسون
جيمس فيرغسون (بالإنجليزية: James Ferguson )‏ (و. 1797 – 1867 م) هو عالم فلك من المملكة المتحدة .
توفي في واشنطن العاصمة، عن عمر يناهز 70 عاماً.

## جوائز
حصل على جوائز منها:
- Lalande Prize [الإنجليزية]‏.